# 질란구

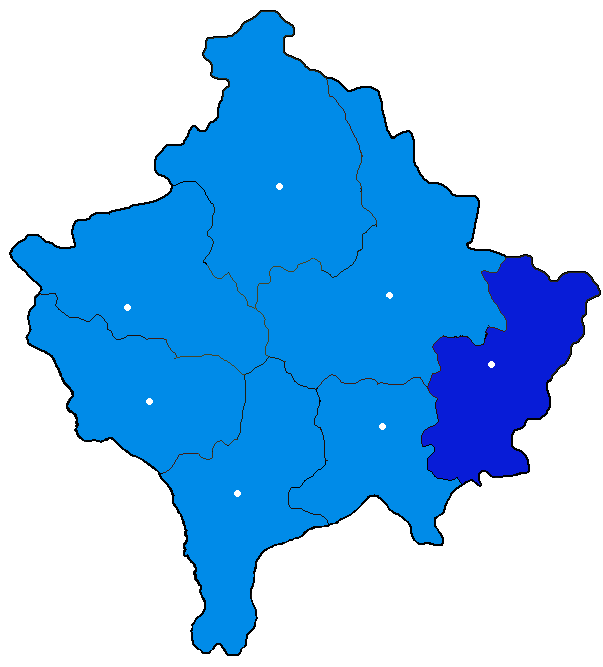
질란구의 위치

질란구(알바니아어: Rajoni i Gjilanit) 또는 그닐라네구(세르비아어: Гњилански oкруг, Gnjilanski okrug)는 코소보의 구로 행정 중심지는 질란이며 면적은 1,206 km2, 인구는 180,783명(2011년 인구 조사 기준), 인구 밀도는 150명/km2이다. 3개 지방 자치체를 관할한다.

## 지방 자치체
- 질란 (그닐라네)
- 카메니차 (코소브스카카메니차)
- 비티 (비티나)

## 같이 보기
- 코소보의 행정 구역